# Ruta F-724
La Ruta F724 es una carretera chilena que atraviesa la Región de Valparaíso en el Valle Central de Chile. La Ruta se inicia en Placilla y finaliza en Puerto de Valparaíso. Corresponde a la Autovía La Pólvora.
- Datos: Q2878641